# 明大寺町
明大寺町（みょうだいじちょう）は、愛知県岡崎市の町名である。

## 地理

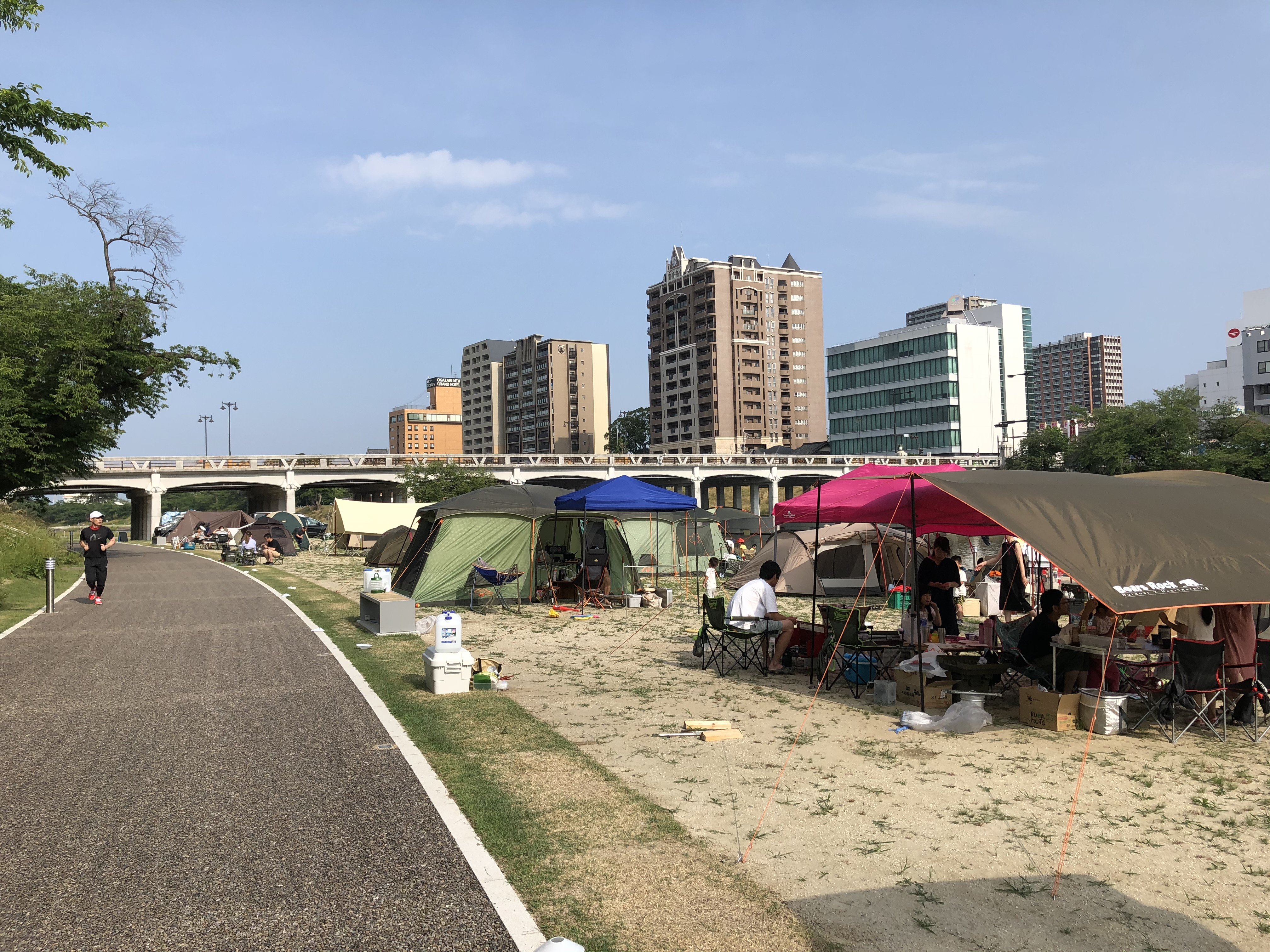
乙川の河川敷と殿橋

岡崎市中心部に位置し、4つの飛地に分かれる。北側の町境には乙川が流れており、北側は岡崎市中心街、南側は住宅地を主に形成している。

### 河川
- 乙川

### 小字
| - 字荒井（あらい） - 字池上（いけがみ） - 字池下（いけした） - 字衣下道（いげみち） - 字兎ケ入（うさぎがいり） - 字大圦（おおいり） - 字沖折戸（おきおりど） - 字奥山（おくやま） - 字踊山（おどりやま） - 字上郷中（かみごうなか） - 字河原（かわはら） - 字川端（かわばた） - 字北中平地（きたなかひらち） - 字狐塚（きつねづか） - 字京ケ峰（きょうがみね） - 字義路（ぎろ） - 字栗林（くりばやし） | - 字畔土（くろつち） - 字沢田（さわだ） - 字下郷中（しもごうなか） - 字麝香塚（じやこうづか） - 字硯田（すずりだ） - 字銭堤（ぜにづつみ） - 字茶園（ちゃえん） - 字塚東（つかひがし） - 字寺東（てらひがし） - 字天白前（てんぱくまえ） - 字伝馬（てんま） - 字出口（でぐち） - 字道城ケ入（どうじょうがいり） - 字仲ケ入（なかがいり） - 字中新切（なかしんきり） - 字中道（なかみち） - 字長泉（ながいずみ） - 字奈良井（ならい） - 字西郷中（にしごうなか） - 字西長峰（にしながみね） | - 字二本木（にほんぎ） - 字野畔（のぐろ） - 字馬場東（ばばひがし） - 字東中平地（ひがしなかひらち） - 字東長峰（ひがしながみね） - 字東山（ひがしやま） - 字法丈坂（ほうじょうざか） - 字菩提円（ぼだいえん） - 字的場（まとば） - 字南山新切（みなみやましんきり） - 字耳取（みみとり） - 字宮ノ圦（みやのいり） - 字向山（むかいやま） - 字諸神（もろがみ） - 字門前（もんぜん） - 字八重茶ノ木（やえちゃのき） - 字山畔（やまぐろ） - 字山畑（やまはた） |

## 世帯数と人口
2019年（令和元年）5月1日現在の世帯数と人口は以下の通りである。
| 町丁     | 世帯数    | 人口    |
| -------- | --------- | ------- |
| 明大寺町 | 4,350世帯 | 9,659人 |

### 人口の変遷
国勢調査による人口の推移
| 1995年（平成7年）  | 7,325人 | [ 10 ] |  |
| 2000年（平成12年） | 7,799人 | [ 11 ] |  |
| 2005年（平成17年） | 8,132人 | [ 12 ] |  |
| 2010年（平成22年） | 8,349人 | [ 13 ] |  |
| 2015年（平成27年） | 9,581人 | [ 14 ] |  |

## 学区
市立小・中学校に通う場合、学区は以下の通りとなる。また、公立高等学校に通う場合の学区は以下の通りとなる。
| 字・区域 | 小学校               | 中学校             | 高等学校 |
| --- | -------------------- | ------------------ | -------- |
| 字池下、字沖折戸、字折戸 字義路、字栗林、字銭堤 字茶園・字向山のうち通称南明大寺2区 字野畔、字諸神16～22番地 字諸神45～74番地、字山畔 | 岡崎市立六名小学校   | 岡崎市立竜海中学校 | 三河学区 |
| 字川端、字耳取、字馬場東 字上郷中、字下郷中、字衣下道 字仲ケ入、字出口、字天白前 字河原、字中道、字荒井 字北中平地、字東中平地 字硯田、字東山、字麝香塚 字池上、字山畑、字伝馬 字宮ノ圦、字京ケ峰、字八重茶ノ木 字奥山、字南山新切、字中新切 字法丈坂、字二本木、字塚東 字踊山、字的場、字寺東 字門前、字沢田、字西郷中 字菩提円 字諸神1～15番地・23～44番地 字奈良井、字狐塚、字畔土 字西長峰、字東長峰、字道城ケ入 字茶園・字向山のうち通称南明大寺3区 字長泉 | 岡崎市立三島小学校   | 岡崎市立竜海中学校 | 三河学区 |
| 字兎ケ入、字大圦 | 岡崎市立竜美丘小学校 | 岡崎市立竜海中学校 | 三河学区 |

## 歴史
額田郡明大寺村の前身とする。かつては「妙大寺」や「妙台寺」の表記もみられた。

### 町名の由来
かつてあったとされる妙大寺の寺号による。

### 沿革
- 1878年（明治11年）12月28日 - 上明大寺村・下明大寺村・西明大寺村が合併し、明大寺村となる[18]。
- 1889年（明治22年）10月1日 - 町村制施行。明大寺村が上六名村・下六名村・久後崎村・福島新田と合併し、額田郡三島村大字明大寺となる[18]。
- 1906年（明治39年）5月1日 - 岡崎町へ編入し、同町大字明大寺となる[19]。
- 1916年（大正5年）7月1日 - 市制施行に伴い、岡崎市大字明大寺となる[19]。
- 1917年（大正6年）7月1日 - 明大寺町に改称[19]。
- 1933年（昭和8年）11月1日 - 明大寺町の一部より朝日町が分立[19]。
- 1957年（昭和32年）11月15日 - 明大寺町の一部より明大寺本町・上明大寺町・吹矢町が成立[20][19]。
- 1965年（昭和40年） - 竜美ヶ丘土地区画整理組合が設立された[21]。
- 1980年（昭和55年）3月18日 - 明大寺町の一部より南明大寺町が成立[22][23]。
- 1988年（昭和63年）5月21日 - 一部より東明大寺町・竜美旭町・竜美北・竜美西・竜美中・竜美南・竜美台・竜美東・大西一丁目が成立[23]。
- 1989年（平成元年） - 竜美ヶ丘土地区画整理組合解散[21]。
- 1996年（平成8年）11月16日 - 明大寺大圦土地区画整理組合事業の換地処分に伴い、竜美大入町が成立[23]。

### 町名の変遷
| 成立時           | 1933             | 1957                      | 1980                      | 1988                | 1996                   | 現行                   |
| ---------------- | ---------------- | ------------------------- | ------------------------- | ------------------- | ---------------------- | ---------------------- |
| 久後崎町         | 久後崎町         | 久後崎町                  | 久後崎町                  | 久後崎町            | 久後崎町               | 久後崎町               |
| 久後崎町         | 久後崎町         | 明大寺本町                | 明大寺本町                | 明大寺本町          | 明大寺本町             | 明大寺本町             |
| 明大寺町         | 明大寺町         | 明大寺本町                | 明大寺本町                | 明大寺本町          | 明大寺本町             | 明大寺本町             |
| 明大寺町         | 明大寺町         | 明大寺町（残部）          | 明大寺町（残部）          | 明大寺町（残部）    | 明大寺町（残部）       | 明大寺町               |
| 明大寺町         | 朝日町           | 朝日町                    | 朝日町                    | 朝日町              | 朝日町                 | 朝日町                 |
| 明大寺町         | 明大寺町（一部） | 上明大寺町                | 上明大寺町                | 上明大寺町          | 上明大寺町             | 上明大寺町             |
| 明大寺町         | 明大寺町（一部） | 吹矢町                    | 吹矢町                    | 吹矢町              | 吹矢町                 | 吹矢町                 |
| 明大寺町         | 明大寺町（一部） | 明大寺町（一部）          | 明大寺町（一部）          | 東明大寺町（一部）  | 東明大寺町（一部）     | 東明大寺町             |
| 明大寺町         | 明大寺町（一部） | 明大寺町（一部）          | 明大寺町（一部）          | 竜美北1丁目         | 竜美北1丁目            | 竜美北1丁目            |
| 明大寺町         | 明大寺町（一部） | 明大寺町（一部）          | 明大寺町（一部）          | 竜美北2丁目         | 竜美北2丁目            | 竜美北2丁目            |
| 明大寺町         | 明大寺町（一部） | 明大寺町（一部）          | 明大寺町（一部）          | 竜美中1丁目         | 竜美中1丁目            | 竜美中1丁目            |
| 明大寺町         | 明大寺町（一部） | 明大寺町（一部）          | 明大寺町（一部）          | 竜美中2丁目         | 竜美中2丁目            | 竜美中2丁目            |
| 明大寺町         | 明大寺町（一部） | 明大寺町（一部）          | 明大寺町（一部）          | 竜美西1丁目         | 竜美西1丁目            | 竜美西1丁目            |
| 明大寺町         | 明大寺町（一部） | 明大寺町（一部）          | 明大寺町（一部）          | 竜美西2丁目（一部） | 竜美西2丁目（一部）    | 竜美西2丁目            |
| 明大寺町         | 明大寺町（一部） | 明大寺町（一部）          | 明大寺町（一部）          | 竜美南1丁目（一部） | 竜美南1丁目（一部）    | 竜美南1丁目            |
| 明大寺町         | 明大寺町（一部） | 明大寺町（一部）          | 明大寺町（一部）          | 竜美南2丁目         | 竜美南2丁目            | 竜美南2丁目            |
| 明大寺町         | 明大寺町（一部） | 明大寺町（一部）          | 明大寺町（一部）          | 竜美南3丁目         | 竜美南3丁目            | 竜美南3丁目            |
| 明大寺町         | 明大寺町（一部） | 明大寺町（一部）          | 明大寺町（一部）          | 竜美南4丁目（一部） | 竜美南4丁目（一部）    | 竜美南4丁目            |
| 明大寺町         | 明大寺町（一部） | 明大寺町（一部）          | 明大寺町（一部）          | 竜美台1丁目         | 竜美台1丁目            | 竜美台1丁目            |
| 大平町（一部）   | 大平町（一部）   | 1941年成立 大西町（全域） | 1941年成立 大西町（全域） | 竜美台1丁目         | 竜美台1丁目            | 竜美台1丁目            |
| 大平町（一部）   | 大平町（一部）   | 1941年成立 大西町（全域） | 1941年成立 大西町（全域） | 竜美台2丁目         | 竜美台2丁目            | 竜美台2丁目            |
| 大平町（一部）   | 大平町（一部）   | 1941年成立 大西町（全域） | 1941年成立 大西町（全域） | 大西町（残部）      | 大西町（残部）         | 大西町（残部）         |
| 六名町           | 六名町           | 六名町                    | 六名町                    | 六名町              | 六名町                 | 六名町                 |
| 六名町           | 六名町           | 六名町                    | 上六名3丁目               | 上六名3丁目         | 上六名3丁目            | 上六名3丁目            |
| 明大寺町（一部） | 明大寺町（一部） | 明大寺町（一部）          | 上六名3丁目               | 上六名3丁目         | 上六名3丁目            | 上六名3丁目            |
| 上六名町         | 上六名町         | 上六名町                  | 上六名3丁目               | 上六名3丁目         | 上六名3丁目            | 上六名3丁目            |
| 上六名町         | 上六名町         | 上六名町                  | 上六名町                  | 上六名町            | 上六名町               | 上六名町               |
| 上六名町         | 上六名町         | 上六名町                  | 上六名町                  | 竜美西2丁目（一部） | 竜美西2丁目（一部）    | 竜美西2丁目（一部）    |
| 上六名町         | 上六名町         | 上六名町                  | 南明大寺町                | 南明大寺町          | 南明大寺町             | 南明大寺町             |
| 明大寺町（一部） | 明大寺町（一部） | 明大寺町（一部）          | 南明大寺町                | 南明大寺町          | 南明大寺町             | 南明大寺町             |
| 明大寺町（一部） | 明大寺町（一部） | 明大寺町（一部）          | 明大寺町字大圦            | 明大寺町字大圦      | 竜美大入町1丁目・2丁目 | 竜美大入町1丁目・2丁目 |
| 明大寺町（一部） | 明大寺町（一部） | 明大寺町（一部）          | 明大寺町（一部）          | 竜美南1丁目（一部） | 竜美大入町1丁目・2丁目 | 竜美大入町1丁目・2丁目 |
| 明大寺町（一部） | 明大寺町（一部） | 明大寺町（一部）          | 明大寺町（一部）          | 竜美南4丁目（一部） | 竜美大入町1丁目・2丁目 | 竜美大入町1丁目・2丁目 |

### 史跡
- 耳取縄手古戦場
- 龍海院遺跡
- 西郷塚第1号墳
- 西郷塚第2号墳
- 西郷塚第3号墳
- 東長峰第1号墳
- 仲ヶ入第1号墳
- 仲ヶ入第2号墳
- 栗林古墳
- 大圦第1号墳
- 大圦第2号墳
- 大圦第3号墳
- 大圦第4号墳
- 大圦第5号墳

## 施設
- 岡崎市美術館
- 三島学区市民ホーム
- 岡崎市三島児童育成センター
- 岡崎南明大寺郵便局
- 自然科学研究機構
  - 分子科学研究所
  - 基礎生物学研究所
  - 生理学研究所
  - 岡崎共通研究施設
  - 新分野創成センター
  - 岡崎情報図書館
  - 岡崎統合事務センター
- 六所神社
- 諸神神社
- 龍海院
- 金剛寺
- 安心院
- 蓮珠寺
- 吉祥院
- カトリック岡崎教会
- 世界救世教岡崎いづのめセンター
- 六所の森公園
- 公益財団法人愛知教育文化振興会（三河教育会館）
- デイリーヤマザキ 東岡崎駅前店
- ファミリーマート 東岡崎駅南口店
- ローソン 岡崎明大寺町店
- ジップドラッグ 竜美ヶ丘店
- ドコモショップ 岡崎店
- 名鉄バス岡崎営業所
- 大同生命岡崎ビル
- 小原建設 本社（字西郷中37番地、法人番号：6180301000444）
- 椙山紡織 本社（字河原34番地、法人番号：2180301001140）
- JAあいち三河 中部支店
- 東進衛星予備校東岡崎駅前校
- 河合塾Wings岡崎教室
- 河合塾岡崎現役館
- 佐鳴予備校東岡崎前校2号館
- ITTO個別指導学院東岡崎校

### 司法
裁判所
- 名古屋地方裁判所 岡崎支部 （明大寺町字奈良井3）
- 名古屋地方裁判所 岡崎支部 岡崎簡易裁判所 （明大寺町字奈良井3）
- 名古屋家庭裁判所 岡崎支部 （明大寺町字奈良井3）

弁護士会
- 愛知県弁護士会 西三河支部 （明大寺町字道城ヶ入34番地10）

刑務所
- 名古屋刑務所 岡崎拘置支所 （明大寺町字道城ヶ入34番地1）

### 教育
- 愛知県立岡崎高等学校
- 岡崎市立竜海中学校
- 岡崎市立三島小学校 ※町内の一部は岡崎市立六名小学校の学区。
- 愛知教育大学附属岡崎中学校
- 学校法人名古屋カトリック学園みそのマリア幼稚園

## ギャラリー
- 愛知教育大学附属岡崎中学校
- 岡崎市立竜海中学校
- 岡崎市立三島小学校
- 愛知県立岡崎高等学校
- 自然科学研究機構
- 名古屋地方裁判所岡崎支部
- 岡崎市美術館
- 六所の森公園
- 三河教育会館
- 六所神社
- 諸神神社
- 吉祥院
- 龍海院
- 安心院
- カトリック岡崎教会
- 名鉄バス岡崎営業所
- トヨタレンタカー東岡崎駅前店
- JAあいち三河中部支店
- ギャラリー葵丘（ききゅう）

## 交通

### 道路
- 国道248号
- 愛知県道48号岡崎刈谷線
  - 竜南メーンロード
- 愛知県道293号桜井岡崎線
  - 六名通り
- 愛知県道477号東大見岡崎線
  - モダン道路
  - 明代橋
- 愛知県道483号岡崎幸田線
  - 電車通り
  - 殿橋
- 都市計画道路岡崎一色線[24]
  - 東岡崎駅前通り

### 鉄道
- 名鉄名古屋本線
  - 東岡崎駅
- 名鉄岡崎市内線（現在は廃線）
  - 東岡崎駅前駅 - 大学下駅 - 芦池橋駅 - 新田橋駅 - 車庫前駅

### バス
- 名鉄バス

## 都市計画道路岡崎環状線

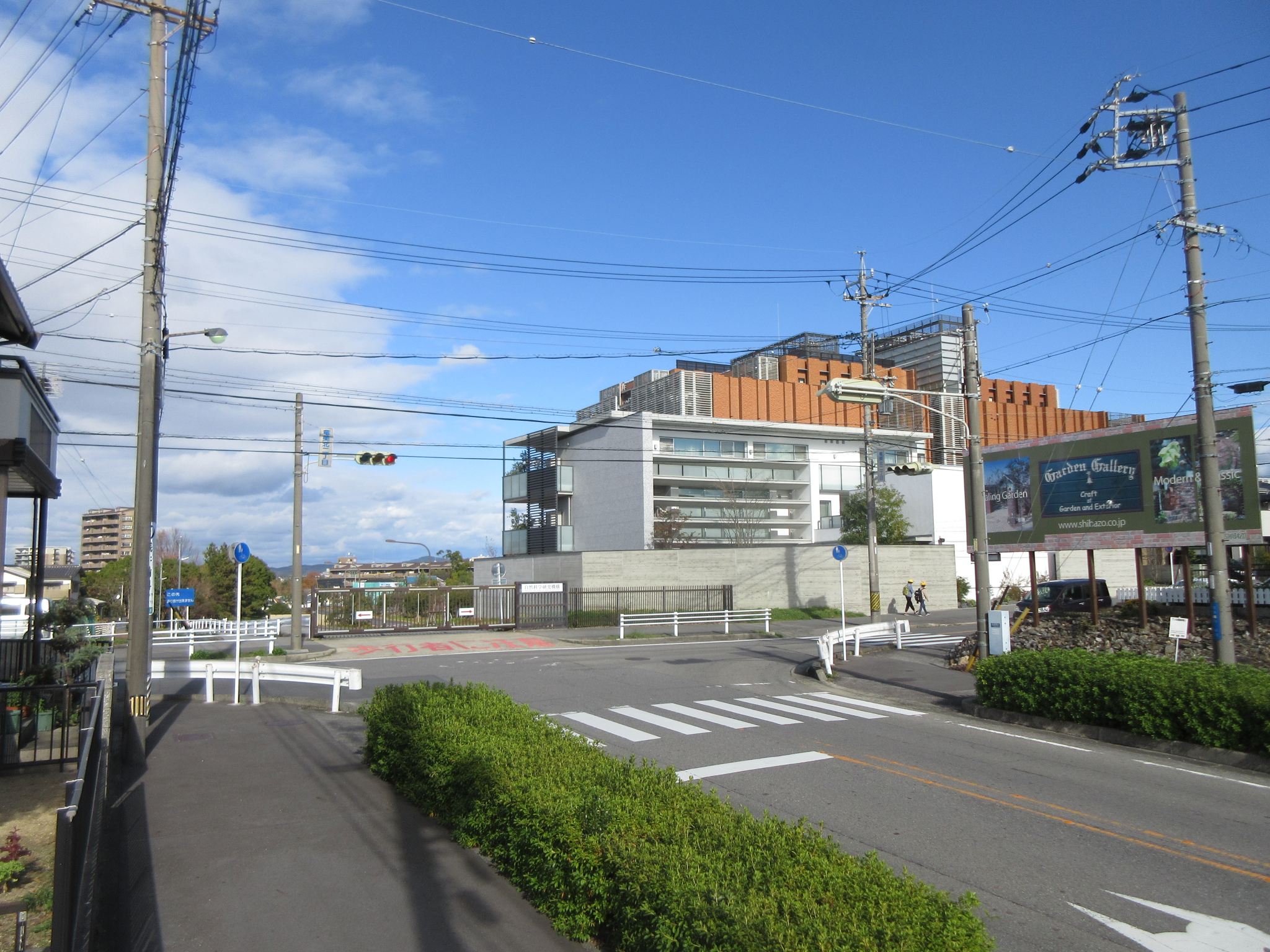
竜美北二丁目交差点（竜美丘ポプラ通りの北端）

岡崎市では現在、明大寺町字大圦の主要地方道岡崎刈谷線を起点に北進し、乙川を越えて国道1号と接続し、市内の中心部付近と市街地外縁を結ぶ全長約15.9キロの都市計画道路「岡崎環状線」の整備事業が行われている。
そのうち全体の約90パーセントにあたる14.2キロメートルが開通している。竜美丘ポプラ通り北端の「竜美北二丁目交差点」から名鉄名古屋本線、乙川を越えて「朝日町3丁目交差点」に至るまでの区間はまだ整備されていない。「竜美北二丁目交差点」から乙川まではすべて明大寺町の区域内である。

## その他

### 日本郵便
- 集配担当する郵便局は以下の通りである[27]。

| 字       | 郵便番号 | 郵便局     |
| -------- | -------- | ---------- |
| 字出口   | 444-0869 | 岡崎郵便局 |
| 字仲ケ入 | 444-0866 | 岡崎郵便局 |
| 字西郷中 | 444-0867 | 岡崎郵便局 |
| 字馬場東 | 444-0868 | 岡崎郵便局 |
| 字大圦   | 444-0865 | 岡崎郵便局 |
| その他   | 444-0864 | 岡崎郵便局 |

## 参考資料
- 「角川日本地名大辞典」編纂委員会 編『角川日本地名大辞典 23 愛知県』角川書店、1989年。
- 有限会社平凡社地方資料センター 編『日本歴史地名大系 23 愛知県の地名』平凡社、1981年。
- 新編岡崎市史編さん委員会 編『新編岡崎市史 資料 現代 11』1983年。
- 新編岡崎市史編さん委員会 編『新編岡崎市史 総集編 20』1993年。